# Сјевјеж
Сјевјеж (пољ. Siewierz) је град у Пољској у Војводству Шлеском у Повјату Бенђинском. Према попису становништва из 2011. у граду је живело 5.514 становника.

## Становништво
Према прелиминарним подацима са пописа, у граду је 2011. живело 5.514 становника.
| 2002. | 2011. | 2012. |
| ----- | ----- | ----- |
| 5.533 | 5.514 | 5.478 |

## Партнерски градови
- Еделењ